# Witzelsucht
Witzelsucht (samenstelling van de Duitse woorden "witzeln", dat een grap maken betekent, en "Sucht", dat verslaving of verlangen betekent) is een set van zeldzame neurologische symptomen gekenmerkt door een neiging tot woordspelingen te maken, ongepaste grappen te vertellen of zinloze verhalen in sociaal ongepaste situaties te vertellen. 
De persoon zelf is echter ongevoelig voor humor geproduceerd door zichzelf of anderen om hem heen. Patiënten begrijpen niet dat hun gedrag onnatuurlijk is en reageren daarom ongewoon op reacties van anderen. Witzelsucht is een vorm van ontremd gedrag, of ontremming (disinhibitie), waarbij emotionele labiliteit en slecht inschattingsvermogen veel voorkomen. Ook zijn deze patiënten snel afgeleid en sociaal minder vaardig.
Bij deze aandoening hebben patiënten vaak schade aan de frontale kwab, met name als gevolg van een tumor of trauma in de rechter frontale kwab. 